# Chlorichaeta aerifer
Chlorichaeta aerifer är en tvåvingeart som beskrevs av Cresson 1946. Chlorichaeta aerifer ingår i släktet Chlorichaeta och familjen vattenflugor.
Artens utbredningsområde är Angola. Inga underarter finns listade i Catalogue of Life.